# Castello-di-Rostino

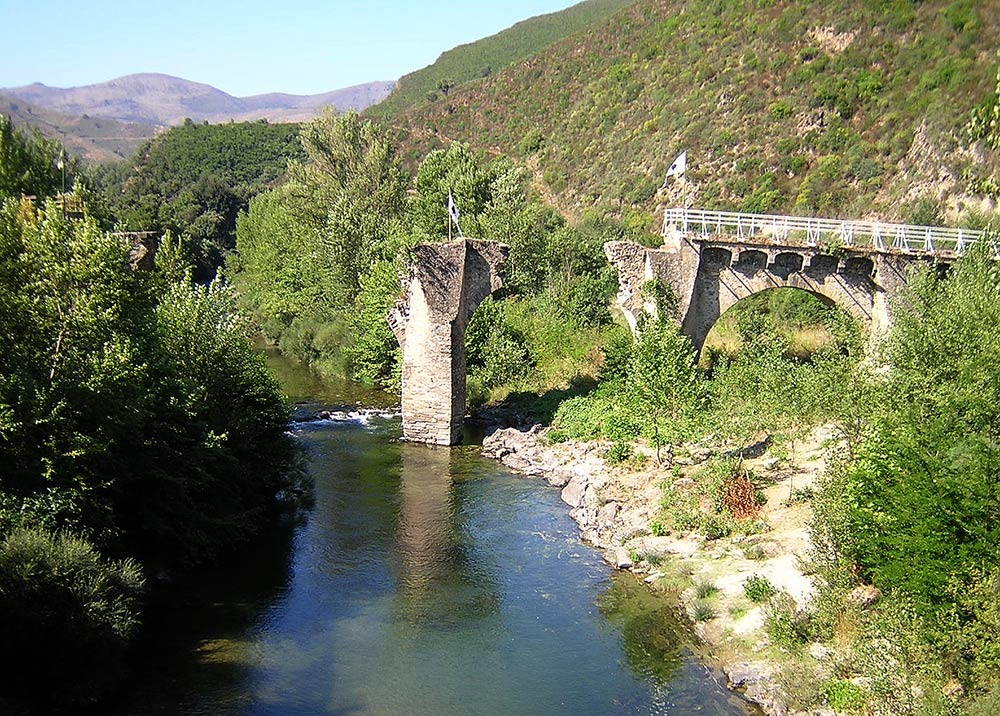
Ponte Novu

Castello-di-Rostino (kors. Castellu di Rustinu) – miejscowość i gmina we Francji, w regionie Korsyka, w departamencie Górna Korsyka.
Według danych na rok 1990 gminę zamieszkiwały 252 osoby, a gęstość zaludnienia wynosiła 20 osób/km².